# Rebollar de Montsor
El Rebollar de Montsor és un bosc de roures rebolls del terme municipal de la Pobla de Segur, al Pallars Jussà.
Està situat al nord-est de l'antic poble de Montsor, al vessant meridional del Serrat de la Masia, al límit nord del terme municipal.
Es tracta d'un indret de la muntanya on predominen els rebolls, roure pirinenc (Quercus pyrenaica). És tot el vessant sud del Serrat de la Masia, a l'esquerra de la llau de les Esplugues.